# Tarrafal de São Nicolau (Stadt)
Tarrafal de São Nicolau ist eine Stadt (Municipio) und der Hauptort des Município Tarrafal de São Nicolau im Westen der Insel São Nicolau im atlantischen Inselstaat Kap Verde. Beim Zensus 2010 hatte die Stadt 3.733 Einwohner. Sie ist die bevölkerungsreichste Siedlung auf der Insel.

## Geographie
Tarrafal ist auch der Haupthafen der Insel. Die Stadt mit Hafen liegt an der Baía do Tarrafal an der Westküste, ca. 9 km südwestlich von Ribeira Brava. An der Küste liegt im Nordwesten die Ponta do Portinho und im Südosten die Ponta Cacimba. Zum Kernort gehören die Ortsteile Escada und Telha. Im Osten der Stadt erhebt sich mit einem Gebirgskamm der Monte do Seminário. An dem Bergkamm entlang verläuft einer der Zufahrtsstraßen nach Nordosten über Calejão in Richtung auf Ribeira Brava. Nach Westen verläuft eine Küstenstraße nach Barril.

## Verwaltungsgliederung
Die Stadt ist eingeteilt in bairros:
- Alto Fontaínhas
- Alto Saco
- Amarelo Pintado
- Campedrada
- Chã de Poça
- João Baptista
- Telha

## Geschichte
Vor dem 19. Jahrhundert wurde die Reede von Tarrafal nur wenig genutzt, weil es weit von Ribeira Brava, der Hauptsiedlung der Insel, entfernt lag. Der Ort ist mit Hafensignatur als Terrafal auf der Isle St. Nicolao in der Carte des Isles du Cap Verd (1746) von Jacques-Nicolas Bellin verzeichnet. Tarrafal wurde Ankerplatz für Walfang-Schiffe im 19. Jahrhundert und es wurden Fischverarbeitungsanlagen erbaut, wodurch weiteres Wachstum folgte. Die Siedlung erhielt Anfang der 1990er Jahre den Status einer Stadt.

## Transport
Der Hafen Tarrafal wurde 1991 befestigt. Er verfügt über zwei Kais und ein Ponton (englisch „Roll-on/roll-off discharge facility“), sowie ein Passagierterminal. Die Kais sind insgesamt 137 m lang, die maximale Wassertiefe ist 7 m. Es gibt Fährverbindungen von Tarrafal nach São Vicente (Mindelo) und Santiago (Praia).